# Haiziyan (ort i Kina, Xinjiang Uygur Zizhiqu, lat 43,59, long 92,81)
Haiziyan (kinesiska: 海子沿乡) är en ort i Kina. Den ligger i den autonoma regionen Xinjiang, i den nordvästra delen av landet, omkring 420 kilometer öster om regionhuvudstaden Ürümqi. Antalet invånare är 5 297. Befolkningen består av 2 655 kvinnor och 2 642 män. Barn under 15 år utgör 25,0 %, vuxna 15-64 år 70 %, och äldre över 65 år 4,0 %.
Runt Haiziyan är det mycket glesbefolkat, med 5 invånare per kvadratkilometer. Närmaste större samhälle är Barkol, 15,9 km öster om Haiziyan. Trakten runt Haiziyan består i huvudsak av gräsmarker.
Genomsnittlig årsnederbörd är 468 millimeter. Den regnigaste månaden är juni, med i genomsnitt 98 mm nederbörd, och den torraste är januari, med 4 mm nederbörd.